# Phichit
Phichit (in thailandese: พิจิตร) è una città della Thailandia, situata nel gruppo regionale della Thailandia del Nord. Il suo territorio è compreso nel distretto di Mueang Phichit, nella provincia di Phichit.